# Djenné-Djeno

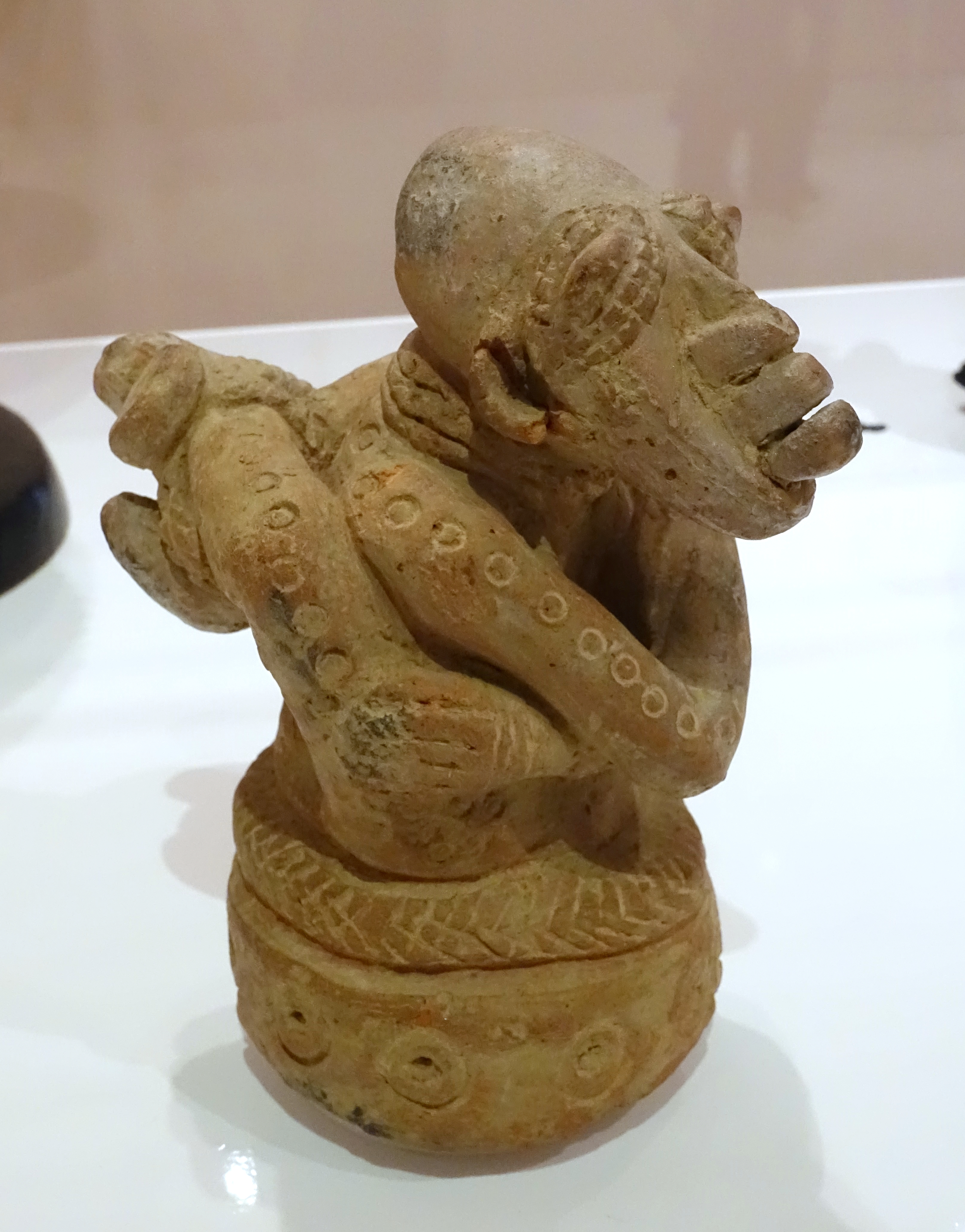
En figur i terrakotta daterad till mellan 1100- och 1400-talet som hittats vid utgrävningarna från Djenné-Djeno

Djenné-Djeno, Gamla Djenné eller Jenne-Jeno, var en historisk stad i nuvarande Mali i Västafrika. Staden blomstrade mellan 250 f.Kr. och 800 e.Kr. Som sådan räknas den till en av de äldsta städerna i subsahariska Afrika som vi idag känner till. Tack vare bördiga jordbruksmarker och den livliga handeln i området kunde staden växa och frodas. När den var som störst räknar man med att ungefär 20 000 människor bodde i Djenné-Djeno. Området övergavs på 1500-talet och det skulle dröja fram till 1970-talet innan det återupptäcktes vid arkeologiska utgrävningar. Staden hamnade 1988 på UNESCO:s världsarvslista.

## Historia
Staden uppstod senast på 200-talet f.v.t. och låg längs Nigerflodens inlandsdelta, cirka 3 kilometer utanför dagens Djenné och 130 km söder om nuvarande Mopti. Nigerfloden med dess vattensystem av tillflöden och sjöar gav rikligt med fisk till invånarna. Stränderna längs med floden svämmades ofta över och de avlagrade flodsedimenten innebar att jordbruksmarkerna runt staden var mycket bördiga. De bördiga markerna kunde ge två skördar per år av olika spannmål, afrikanskt ris, pepparväxter, lök och olika typer av frukter.
Staden låg i ett gynnsamt läge sett till handelsrutterna i området. Från norr kom flera rutter som korsade Sahara vilket gjorde att staden kom att ingå i transsaharahandeln. Nigerfloden kopplade samman Djenné-Djeno dels med skogsområdena i söder, dels med den västra delen av den Sudanesiska savannen i norr. Handlarna från staden kunde exportera jordbruksprodukter som ris, pepparväxter, lök, m.m. men även torkad fisk och fiskolja. I takt med stadens framväxt ökade också de teknologiska kunskaperna och på 200-talet e.v.t. importerades koppar och järnmalm, samt slipstenar. Dessa kunde användas för att tillverka mer avancerade verktyg och för att underhålla befintliga sådana. På 500-talet började invånarna att exportera keramik med långväga handelsleder, man har funnit keramik från Djenné-Djeno så avlägset som 750 km norr om staden. Det är relativt sannolikt att keramiken byttes mot salt, glaspärlor och guld.
Handeln hjälpte staden att växa ytterligare och öka dess välstånd. Mellan 500- och 800-talet beräknas staden haft 20 000 invånare och tagit upp en yta om 300 000 m2. Efter 800-talet började staden att stagnera och på 1200-talet kom staden att ersättas av Djenné som grundats av muslimer i närheten. På 1500-talet hade Djenné-Djeno övergivits helt och hållet. En teori som förts fram till varför staden övergavs är att "gamla" Djenné var alltför nära förknippat med områdets hedniska eller förmuslimska religion och att detta var något man ville ta avstånd från. En annan teori, som levt vidare i muntlig tradition, är att befolkningen helt enkelt hade blivit för stor och att staden inte klarade av att försörja alla.

## Utgrävning
Området runt den forntida staden började att grävas ut på 1977, i samband med en rad andra utgrävningar runt det nutida Djenné. Utgrävningarna bedrevs till stor del av Susan och Roderick McIntosh. Under 80- och 90-talet följde en rad andra utgrävningar som tillsammans bildar den uppfattning vi idag har av livet i staden.
Utgrävningarna har visat att staden hade en mur av lertegel som omgav den och förmodligen hade upprättats på 800-talet e.v.t. Muren har dock inte tolkats som att den byggts för militära ändamål, utan det kan ha funnits andra syften. Av de utgrävningar som gjorts i staden har man inte funnit några spår efter några palats eller större tempel, utan det har varit mindre bostadshus och dylikt som har hittats. Mellan bostadshusen har man funnit gravar i form av stora keramiska urnor som grävts ner i marken. Urnorna har varit upp till 90 cm höga och 50 cm i diameter.